# Fort du Mûrier

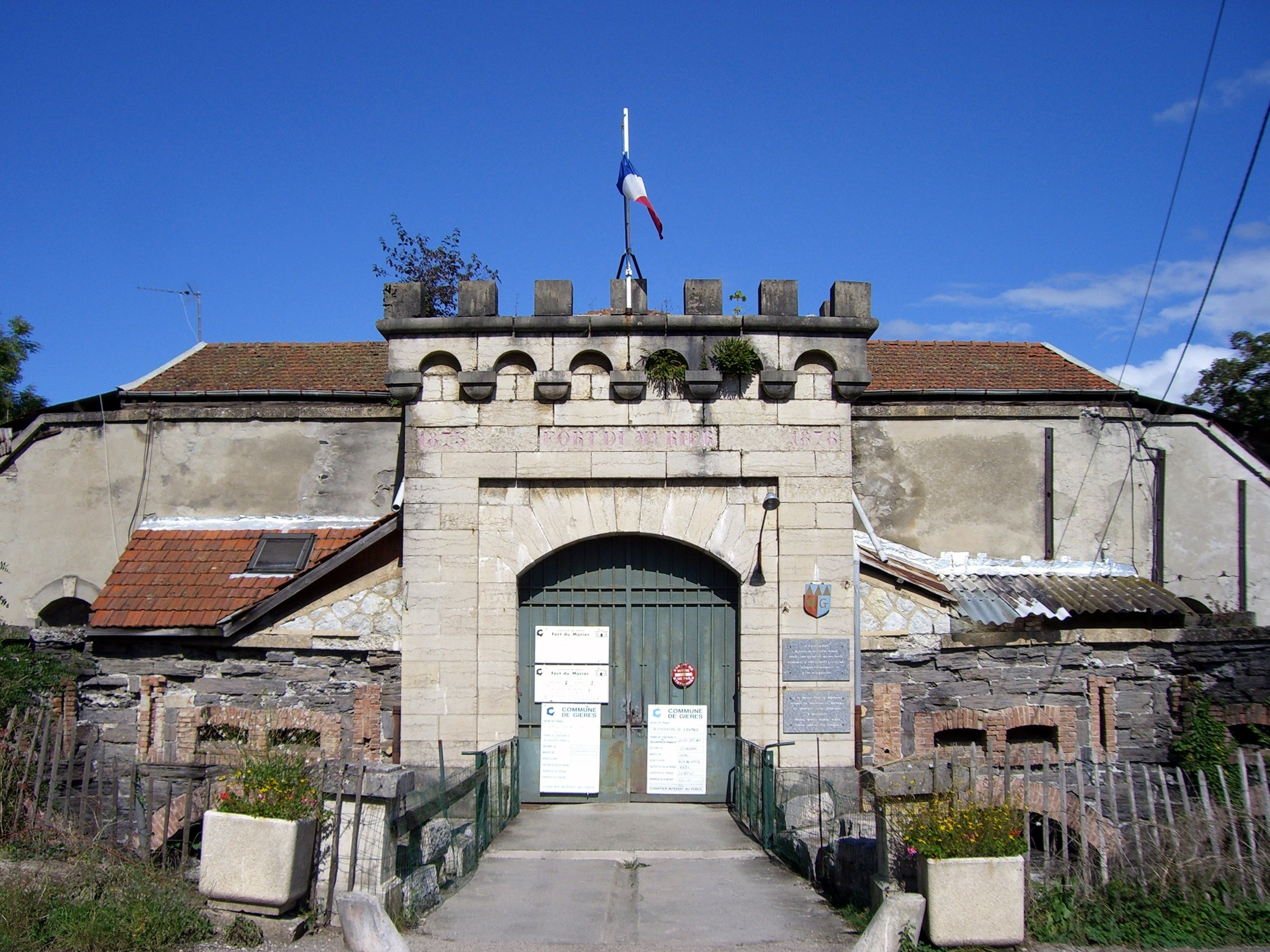
Haupteingang

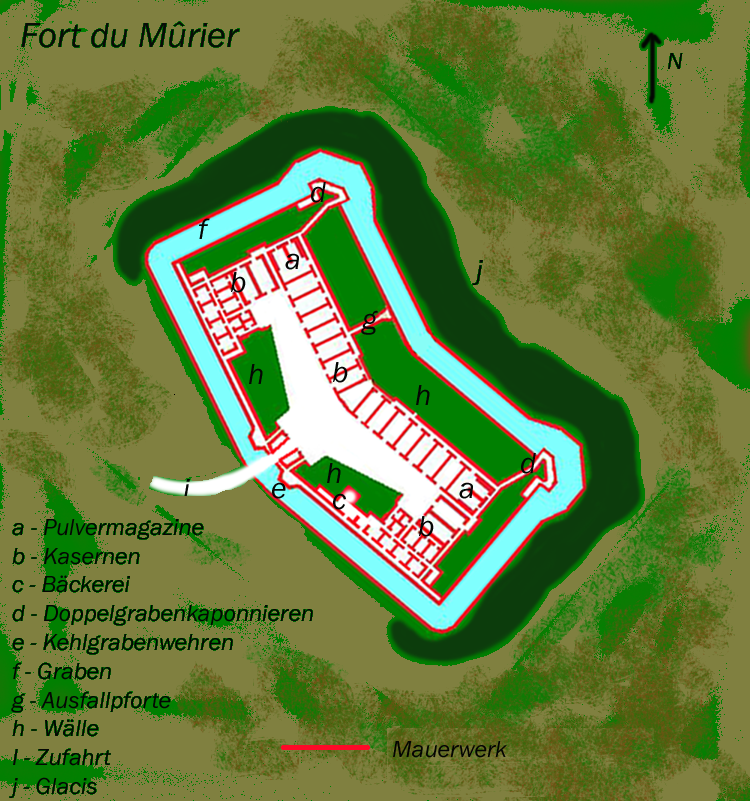
Plan des Fort Mûrier

Das Fort du Mûrier (zeitweiliger Name: Fort Randon) ist ein Festungswerk auf dem Gebiet der Gemeinde von Gières im Département Isère. Erbaut wurde es in den Jahren 1873 bis 1878 als Folge des verlorenen Krieges gegen Deutschland und den damit verbundenen Grenzverschiebungen nach Westen. Es gehörte zum Festungsgürtel von Grenoble und war somit Teil des Système Séré de Rivières. Es liegt auf einer Höhe von 420 Metern im Südosten des Ortes und ist eins der wenigen Forts, das exakt nach den Vorgaben von Général Seré de Rivières erbaut wurde.

## Benennung
Kurzzeitig war es nach dem General Jacques Louis Randon benannt. Per Präsidialdekret vom 21. Januar 1887 setzte der Kriegsminister Georges Boulanger um, dass alle Forts, befestigten Artillerieanlagen und Kasernen des Système Séré de Rivières die Namen von ehemaligen Militärkommandanten zu tragen hätten.  Am 13. Oktober 1887 wurde das vom Nachfolger Boulangers, Théophile Ferron, rückgängig gemacht und das Fort erhielt seinen jetzigen Namen zurück.

## Beschreibung
Zusammen mit dem „Fort des Quatre Seigneurs“ hatte es die Aufgabe der Überwachung des oberen Isèretals sowie der neuralgischen Punkte bei „Pinet d’Uriage“ und „Combloup“. Es schützte außerdem die Zugänge zum „Fort du Bourcet“ und „Fort Quatre Seigneurs“. Des Weiteren blockierte es den Weg nach Grenoble, indem es zusammen mit dem „Fort Bourcet“ das Vallée du Grésivaudan ins Kreuzfeuer nehmen sollte. Es war zur Zeit seiner Planung das stärkste Fort in der Region Grenoble.
Die Bauten sind in Mauerwerk aufgeführt und nur geschützt gegen direkten Beschuss, gegen indirekten Beschuss wie durch Haubitzen oder Mörsern war es nicht ausgelegt. Der trockene Graben war an der Contreescarpe ebenfalls gemauert, jedoch ohne Grabenstreichen. Die Grabenwehren bestanden aus zwei Doppelgrabenkaponnieren an den Schulterpunkten und zwei Kehlgrabenwehren neben dem Forteingang.
Eine umfassende Modernisierung wie sie bei den Werken stattfand, die näher zur deutschen Grenze standen, unterblieb. Es wurden lediglich zwei zusätzliche Batterien gebaut – „Batterie Haute“ (Obere Batterie) und die „Batterie Basse“ (Untere Batterie) –, die dann während des Ersten Weltkrieges durch zwei weitere ergänzt wurden. Außerdem verstärkte man die Mauern der Wallkaserne mit einer Betonschicht und errichtete auf dem Glacis vier kreisrunde Stellungen für 75-mm-Flugabwehrgeschütze. Das Fort verfügte über keine gepanzerten Stände, das heißt die Geschütze feuerten freistehend „über Bank“ (auf den Wällen), auf denen sich zur Seitendeckung lediglich vier Hohltraversen befanden.
Als die Anlage fertiggestellt war, hatte sich die Artillerie jedoch bereits so weit weiterentwickelt, dass das Fort am Tag seiner Indienststellung bereits nahezu unbrauchbar geworden war.
Es war nie in Kampfhandlungen verwickelt, nahm jedoch im Ersten Weltkrieg deutsche Kriegsgefangene auf und diente danach nur noch als Depot für Kriegsmaterial.

## Details
- Bauzeit: April 1875 bis Mai 1879
- Baukosten: 1.268.000 Goldfrancs
- Besatzung 1881: 16 Offiziere, 40 Unteroffiziere, 440 Mannschaften und 46 Soldaten in der Unteren Batterie
- Krankenstation: 30 Betten
- 2 Pulvermagazine: zus. 154,8 t Schwarzpulver
- Kartuschenmagazin: 1.088.600 Kartuschen
- Bäckerei: 1 Backofen mit einer Kapazität von 380 Broten täglich. (Im Mobilmachungsfall ein transportabler Backofen System Laspinasse zusätzlich mit einer Kapazität von 180 Broten täglich)
- Wasserversorgung: 1 Zisterne mit 270 m³ Fassungsvermögen, eine Quelle in der Unteren Batterie und eine weitere im Weiler „des Mûriens“. Kein Brunnen.
- Elektrizität: nicht vorhanden
- Telekommunikation: keine optische Verbindung zu den anderen Werken des Abschnitts.

## Bewaffnung

### 1879
| Auf den Wällen | Batterie haute & Batterie basse                       | Grabenwehren           | Batterie No.3 & No.4 |
| --- | ----------------------------------------------------- | ---------------------- | -------------------- |
| 2 × Geschütze Canon de 155 mm L modèle 1877 10 × Geschütze Canon de 138 modèle 1873–74 (138 mm) 4 × Mörser Mortier lisse de 15 (150 mm) 4 × Mörser Mortier lisse de 22 (220 mm) | 6 × Geschütze Canon Reffye de 85 mm 4 × Geschütze 138 | 4 × Kartätschgeschütze | noch nicht gebaut    |
| Geschütze gesamt:34 |                                                       |                        |                      |

### 1884
| Auf den Wällen                                                                                               | Batterie haute & Batterie basse                                                  | Grabenwehren                        | Batterie No.3 & No.4 |
| --- | -------------------------------------------------------------------------------- | ----------------------------------- | -------------------- |
| 2 × Geschütze 155L (155 mm) 10 × Geschütze 138 2 × Mörser Mortier lisse de 15 4 × Mörser Mortier lisse de 22 | 10 × Geschütze Canon Reffye de 85 mm 4 × Geschütze Canon de 120 mm L modèle 1878 | 4 × Geschütze Canon Reffye de 85 mm | noch nicht gebaut    |
| Geschütze gesamt:38                                                                                          |                                                                                  |                                     |                      |

### 1890
| Auf den Wällen                                                                                      | Batterie haute & Batterie basse                                                  | Grabenwehren                        | Batterie No.3 & No.4 |
| --------------------------------------------------------------------------------------------------- | -------------------------------------------------------------------------------- | ----------------------------------- | -------------------- |
| 2 × Geschütze 155L 12 × Geschütze 138 2 × Mörser Mortier lisse de 15 4 × Mörser Mortier lisse de 22 | 10 × Geschütze Canon Reffye de 85 mm 4 × Geschütze Canon de 120 mm L modèle 1878 | 4 × Geschütze Canon Reffye de 85 mm | noch nicht gebaut    |
| Geschütze gesamt:40                                                                                 |                                                                                  |                                     |                      |

### 1913
| Auf den Wällen | Batterie haute & Batterie basse                                                      | Grabenwehren                                    | Batterie No.3 & No.4                                       |
| --- | ------------------------------------------------------------------------------------ | ----------------------------------------------- | ---------------------------------------------------------- |
| 8 × Geschütze Canon de 90 mm modèle 1877 2 × Mörser Mortier lisse de 15 4 × Mörser Mortier lisse de 22 1 × Maschinengewehrabteilung | 6 × Geschütze Canon de 90 mm modèle 1877 4 × Geschütze Canon de 120 mm L modèle 1878 | 4 × Canon revolver de 40 mm modèle 1879 (40 mm) | 2 × Geschütze 155L 12 × Geschütze Canon Lahitolle de 95 mm |
| Geschütze gesamt:42 |                                                                                      |                                                 |                                                            |

### 1914
| Auf den Wällen | Batterie haute & Batterie basse                                                      | Grabenwehren                            | Batterie No.3 & No.4                                                |
| --- | ------------------------------------------------------------------------------------ | --------------------------------------- | ------------------------------------------------------------------- |
| 8 × Geschütze Canon de 90 mm modèle 1877 2 × Mörser Mortier lisse de 15 4 × Mörser Mortier lisse de 22 1 × Maschinengewehrabteilung | 6 × Geschütze Canon de 90 mm modèle 1877 4 × Geschütze Canon de 120 mm L modèle 1878 | 4 × Canon revolver de 40 mm modèle 1879 | 2 × Geschütze Canon de 155L 12 × Geschütze Canon Lahitolle de 95 mm |
| Geschütze gesamt:42 |                                                                                      |                                         |                                                                     |

## Heutige Situation
Nachdem die Streitkräfte die Liegenschaft im Jahre 1978 aufgegeben hatten, wurde sie noch im gleichen Jahr von der Gemeinde Gières gekauft. Im selben Jahr sowie 1983 und 1993 wurden Programme zur Finanzierung zur Erhaltung des Bauwerks in die Wege geleitet. Seit einer ersten Veranstaltung im Jahre 1986 wurden jedes Jahr im Zuge des Journées européennes du patrimoine Besichtigungen, Ausstellungen, Musikalische Aufführungen und sonstige Veranstaltungen durchgeführt.
Seit 1993 ist das Fort in die Liste der historischen Monumente aufgenommen. Gleichzeitig wurden die Restaurierungsarbeiten beschleunigt. Die Finanzierung übernahmen zu 30 % der Staat, zu 16 % die Région Rhone-Alpes, zu 30 % das Département de l’Isère und zu 24 % die Stadt Gières. Bevor im Jahre 1992 die eigentlichen Restaurierungsarbeiten beginnen konnten, musste zunächst der dichte Wildwuchs entfernt werden. Zwischen 2000 und 2006 wurden die Fassaden und Innenräume instand gesetzt. Seit Beendigung der Arbeiten wird das Fort für kulturelle Zwecke genutzt.

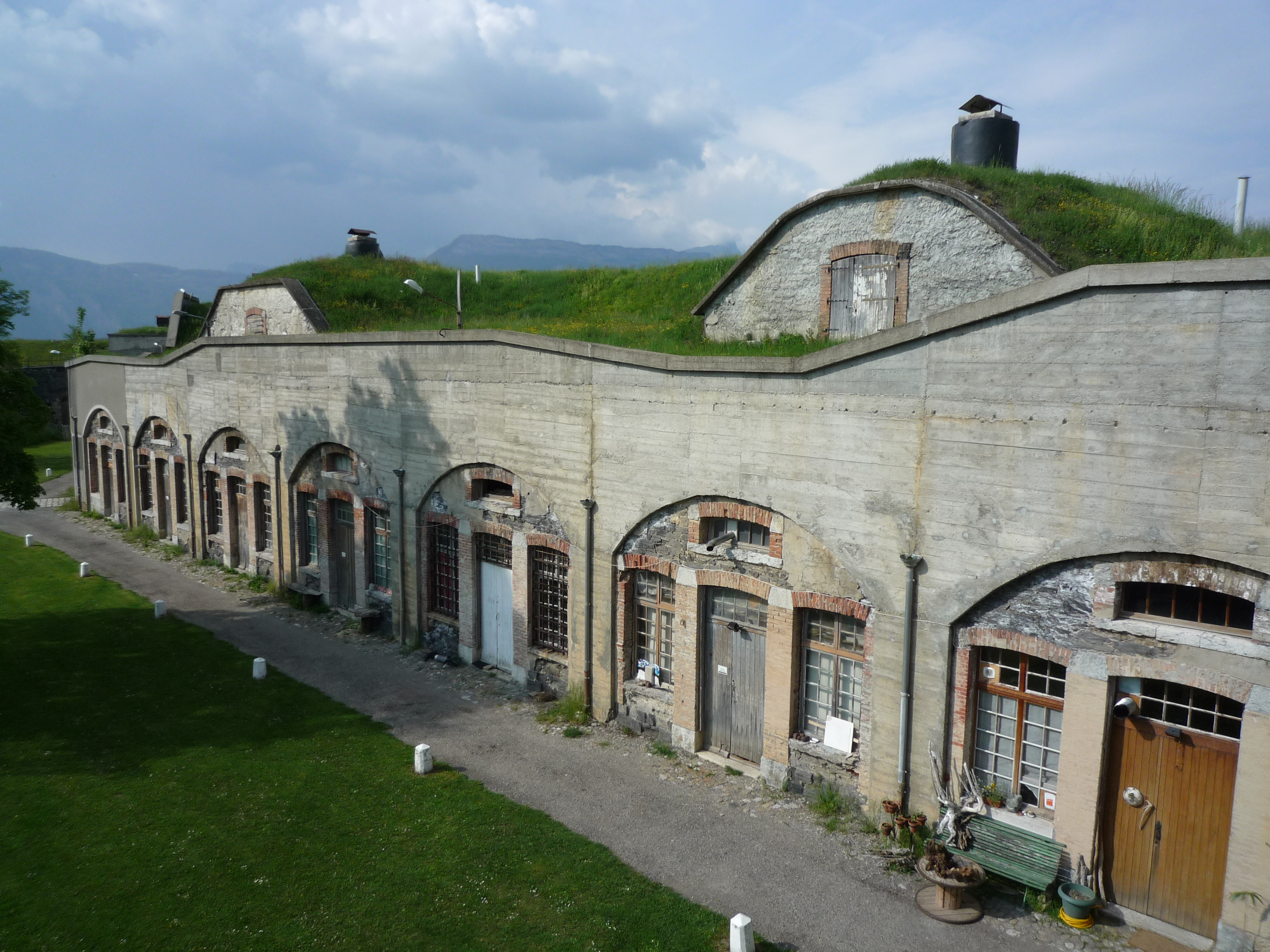
Geschützstände auf dem Wall mit den Hohltraversen und darunterliegender Wallkaserne